# Sông Dầu
Sông Dầu (tên khác: Suối Kyao, Suối K Lang Bah) là một con sông đổ ra Sông Than trong lưu vực Sông Cái Phan Rang. Sông Dầu chảy qua các tỉnh Ninh Thuận, Lâm Đồng .
Sông có chiều dài 21 km và diện tích lưu vực là 136 km² .

## Dòng chảy
Sông Dầu khởi nguồn từ vùng núi xã Ka Đô huyện Đơn Dương tỉnh Lâm Đồng. 11°44′16″B 108°36′39″Đ / 11,73783°B 108,610729°Đ
Sông Dầu đổ vào Sông Than tại phần đông xã Hòa Sơn huyện Ninh Sơn .